# Mohammed Sylla
Mohammed Sylla, detto Momo (Bouaké, 13 marzo 1977), è un ex calciatore ivoriano naturalizzato guineano.

## Biografia
Nato a Bouaké in Costa d'Avorio, è il più giovane di sei fratelli. All'età di 10 anni si trasferisce con le sue sorelle a Parigi per volontà dei genitori che, rimasti in Africa, speravano di offrirgli maggiori opportunità di vita in Francia. Durante gli anni scolastici si interessa maggiormente all'atletica leggera, si dedica poi al calcio su consiglio dei suoi insegnanti.

## Carriera

### Club
Nel 1995 esordisce nel calcio professionistico con il Créteil militante nella terza divisione nazionale francese. L'anno successivo passa al Le Havre e viene aggregato alla squadra riserve con la quale disputa alcune partite nel campionato di categoria. Nel 1997 viene mandato in prestito all'Olympique Noisy-le-Sec con cui colleziona 24 presenze e 4 reti nello Championnat National (III livello). Rientrato a Le Havre viene nuovamente aggregato alla squadra riserve ma nel corso dell'annata riesce ad esordire in Ligue 1, al termine della stagione 1998-99 le presenze totali in massima divisione ammontano a 7. Durante l'annata successiva Sylla gioca per il Le Mans, ritagliandosi un posto da titolare nel club impegnato nella Ligue 2.
Durante l'estate del 2000 Sylla abbandona la Francia per continuare la sua carriera in Gran Bretagna, la prima tappa è la Scozia dove trova un ingaggio con il St. Johnstone di Perth. Le prestazioni ottenute con i saints gli permettono di trasferirsi successivamente al Celtic che paga 650.000 sterline per il suo cartellino. Con i biancoverdi di Glasgow Sylla gioca 4 stagioni vincendo per due volte la Scottish Premier League, per due volte la Scottish Cup e raggiungendo la finale della Coppa UEFA 2002-2003, poi persa dagli scozzesi ai tempi supplementari contro il Porto, partita nella quale resta in panchina per tutti i 120 minuti.
Durante la sua permanenza in Scozia il giocatore è stato protagonista per due volte di episodi di discriminazione razziale: nel 2000 è stato coinvolto in un caso di presunti insulti razzisti da parte di Steven Hammell, calciatore del Motherwell, dopo uno scontro di gioco, l'accusa è stata poi lasciata cadere. L'anno successivo viene insultato con epiteti discriminatori da due tifosi del St. Johnstone, sua ex squadra, che vennero successivamente arrestati e processati; durante il procedimento giudiziario Sylla si rivolse direttamente alla corte chiedendo il proscioglimento dei due tifosi dalle accuse.
Nel 2005 si trasferisce in Inghilterra dove veste per due stagioni la maglia del Leicester City in Football League Championship, prima di rientrare in Scozia e unirsi al Kilmarnock.
L'ultima stagione prima del ritiro lo vede protagonista in Moldavia con la maglia del club di Divizia Națională del Tiligul-Tiras Tiraspol.

### Nazionale
Sylla, benché nato in Costa d'Avorio e in possesso della cittadinanza francese, ha scelto di vestire la maglia della Nazionale di calcio della Guinea, ottenendo la naturalizzazione grazie al padre. Con la nazionale guineana ha preso parte alla Coppa delle nazioni africane 2006.

## Palmarès

### Club

#### Competizioni nazionali
- Campionato scozzese: 2

Celtic: 2001-2002, 2003-2004
- Coppa di Scozia: 2

Celtic: 2003-2004, 2004-2005